# Godeninci
Godeninci – wieś w Słowenii, w gminie Središče ob Dravi. W 2018 roku liczyła 144 mieszkańców.